# اکی الور
اکی الور (به انگلیسی: Akki Alur) یک منطقهٔ مسکونی در هند است که در کارناتاکا واقع شده‌است.

## خصوصیات
اکی الور ۱۱٬۰۲۳ نفر جمعیت دارد.